# Аваро-андо-цезская мифология
Аваро-андо-цезская мифология — система верований, мифов, легенд и религиозных обрядов, присущих аваро-андо-цезским народам. В аваро-андо-цезской мифологии есть множество божеств, героев и мифических существ, которые играют важную роль в культуре и традициях этого народа. Эти мифы и легенды передавались устно из поколения в поколение и являются важной частью исторического и культурного наследия аваро-андо-цезов.

## Демонология
Бакъараб РухI («Голодный дух») – это не  успокоенная умершая душа человека, по которому не  раздали милостыню во время поминок, а так же грешная душа покойника. Дух обычно обитает на кладбище, где он нападает  на сытых духов и отбирает у него пищу. Также бродит по село в темное время суток. Если он ударит человека, тот умирает.
ГудучI, или ГегучI – «мифическое существо женского рода неопрятной наружности. Являясь «злым духом», она, по народному поверью, забирала детей из утробы матери. Женщина могла беременной лечь ночью спать, а утром – не обнаружить себя таковой». У хунзахцев ХудучI, у гимринцев – ХьурдучI.
Хъарт, или Гъартай – ведьма-великанша с длинными распущенными волосами, с длинными ногтями на руках и двумя клыками. Живет в лесу.
Унтул Эбел («Мать болезней») – существо в тряпках-полуплоть, полудух, женщина огромного роста, лица которой со впалыми щеками и длинным носом не видно из-за рыжих волос. Обычно она появляется в селении неслышно, ночью. Приход ее предвещает болезни, эпидемии. Чтобы умилостивить ее и уберечь себя от бед, надо дать выкуп, жертвоприношение, еду, старую одежду.
Гьорол Эбел («Мать ветра») - первоначально добрых дух,  отчетливо проявляется в волшебной сказке «Мать ветра». В признательность за умелое выполнение своего поручения она окунает падчерицу в золотое озеро. В позднейшей стадии развития Гьорол эбел изображается как враждебная человеку сила в облике женщины с распущенными волосами, в изорванной одежде.
КьочIоборохь – мифическая «фундаментальная змея». Она в палец толщиной и в два локтя длиной, пепельного или темно-зеленого цвета (с. Сомода). Считали, что эта змея обитает в фундаменте каждого дома. Полагали, что если в доме не будет «фундаментной змеи», то он разрушится (с. Хиндах), так как «жилище держится на ней» (с. Урчух). «Фундаментную змею» не трогали, а тем более не убивали – к смерти хозяина дома (с. Хонох). В некоторых селениях «фундаментную змею» побаивались (с. Сомода) и считали ее негативным персонажем (с. Ругельда). Если в доме вдруг разрушалась стена, считали это проделками «фундаментной змеи» (с. Ругельда). Чтобы умилостивить ее, в сакральное время (вечер с четверга на пятницу и с воскресенья на понедельник) в углах жилища для нее клали угощенье – ячменное толокно («тIехх») (с. Хонох).
Сосол Эбел («Мать кори») – представляли в виде очага сыпи или пятен, которые затем распространялись по всему телу (с. Хиндах). Этой болезнью болели как взрослые, так и дети. Когда болезнь в виде крупных красных пятен подступала к горлу, затрудняя дыхание и препятствуя приему пищи, говорили: «Сосол эбел тIамун буго» («Сосол эбел накрыла») (с. Урчух), «Сосол эбелалъ ганкъле» («Сосол эбел душит») (с. Ругельда). Если корью заболевала беременная, то и родившийся у нее ребенок болел этой болезнью (с. Хиндах). Повторно этой болезнью не болели. Было немало случаев, когда от кори люди умирали и чаще всего – дети (с. Ругельда, Урчух). При летальном исходе говорили: «Сусол эбел яъну ягIа» («Приходила Сусол эбел») (с. Сомода).Считалось, что излечиться от кори можно было, если выпить воду из мифического «змеиного рога» («борхьил лъар»).
Карж, или Каржин – мифический персонаж, чаще всего представляли в облике пестрой («чар-чараб») кошки (с. Ругельда, Хиндах, Хонох), а также в образе теленка, который мгновенно появлялся и так же быстро исчезал (с. Сомода). Его можно было встретить в хлеву в облике теленка после отела коровы (с. Ругельда). Считалось, что увидеть Каржин могут только богобоязненные и благочестивые люди. Каржин обитал в кладовой, где его видели прячущимся за ларем с мукой. Для того , что бы он не остался голодным, ему клали блинчики. Считалось если Каржин останется я голодным или будет недоволен подношением, это могло привести к падежу скота и отсутствию приплода у коров (с. Сомода).
ХъегӀело - демонологический персонаж, которого  можно  условно отнести к категории «домовой». Внешний облик домового в разных селениях описывается по-разному: он аморфный с отдельными зоо- и антропоморфными признаками. Волосатость, лохматость домового, которая в магическом символизме является метафорой густых, обильных всходов зерновых культур, указывает, возможно, и на то, что Хъегӏело имел какое-то отношение к аграрным божествам .
Лъадал Эбел («Мать воды») – волосатик, обитающий в стоячих водах(сел. Шуланиб Гунибского района) .
Ракьул Эбел («Мать земли»). Существует в верованиях карахцев.
Паакъ - существо типа лешего, вредит главным образом в основном  животным. Все болезни, падеж скота аварцы связывали в «Паакъ». Этот демон зла воображение народа наделило весьма несимпатичной внешностью: «Паакъ» кривоног, криворук, у него огромный рот с большими, кривыми и редкими зубами, большой толстый нос, всклокоченные длинные волосы на голове, бороде и усах, кривые руки венчают крючковатые пальцы. Одет «Паакъ» в рваное в клочья одежду.
Гӏеприт – по поверьям, самый сильный, самый способный, быстрый и могущественный летающий злой дух. Его считают предводителем всех духов. Он мог со дна моря достать любую вещь за считанные секунды, за секунду пройти большие расстояния. Одни говорят что он волосатый, другие не знают как он выглядит. Но почти все утверждают, что «Гӏеприт» — мифическое существо живущее на небесах.

## Солярные и лунарные мифы
Наиболее древними богами аварцев и других народов Дагестана, как и у других народов мира, были олицетворяемые небесные светила — солнце («бакъ») и луна («моцI»). В основе олицетворения небесных светил и атмосферных явлений лежит культ природы, то есть восприятие природы как живого организма, который не только живет самостоятельной жизнью (аниматизм), но также одушевлен и наполнен различными духами (анимизм).

## Божества
ЦIоб –  верховный бог-громовержец языческого пантеона у аваро-андо-дидойской народностей. У аварцев был вытеснен Бечедом (который, например, совершенно неизвестен андийским народностям), и трансформировался в понятие «божья милость».  Следует отметить, что название радуги на андийском языке «ЦIоборцIив», что переводится как «Лук (бога) ЦIоб». Сходное название имела радуга и у аварцев-каратинцев – «ЦIорцIин». Это обстоятельство (наличие лука) свидетельствует о том, что ЦIоб имел функции громовника. Среди атрибутов бога-громовержца ЦIоба были лук, стрела, огненный луч. У андалальцев существует мнение, что молния убивает святых, безгрешных людей 
Бечед – общеаварский верховный бог-громовержец, к которому, как впрочем и к ЦIобу, обращались начиная любое действие, когда хотели добиться покровительства Бога, его помощи и благоденствия. У аварцев-тиндинцев с. Эчеда сохранился фрагмент обрядового действа с пением и танцем, где в песне содержалось обращением к всемогущему Бечеду, чтобы он даровал изобилие. Женщина, исполнявшая песню, держала в руках деревянную мерку для зерна, что свидетельствует в том числе и об аграрной сущности этого божества.
Будалаал (Мудалаал) – божества гор и охоты. По поверьям, они были бессмертны (с. Хинуб) и обитали на вершинах самых высоких гор. Например, в с. Ириб считали, что они обитают на вершине горы, на которой находились так называемые «Кривые скалы». Говорят, что Будулаал имеют антропоморфный облик, но для людей они невидимы (с. Хинуб) – человек их видит в обличье туров (с. Ириб, Гилиб). По всеобщему мнению, Будулаал покровительствуют турам, которые являются их скотом.
Цӏадал хӏама – божество дождя. Представлялся в виде дождевого ишака. У хунзахцев сохранился обряд в котором с целью вызова дождя участники обряда взывают к языческому богу Бечеду, который, вероятно, ведал и погодой.
Лалу – по поверьям аварцев-хунзахцев аграрное божество. Среди атрибутов Лалу имеется свирель.

## Зоолатрия
Ци («Медведь») — считался обращенным человеком — «от женщины произошел». При встрече с медведем в лесу, для того чтобы зверь не напал, женщине рекомендовалось напомнить о родстве с ним. Для этого она должна была показать ему прядь своих волос или обнажить грудь и потрясти ею. Медведь служил зооморфным классификатором — крупного человека, отличающегося добрым и спокойным нравом, сравнивали с медведем — «ци гIадинав чи» («подобный медведю мужчина»). В любовной магии бытовала примета: если носить при себе высушенные гениталии медведицы, то девушка становилась более привлекательной для юношей. Такой же эффект будто бы наступал и в том случае, если их обладателем был юноша.
БацI («Волк») — был зверем, которого аварцы-каралальцы опасались и в то же время восхищались им. О храбром человеке говорили, что у него волчий взгляд («бацIил берал») и волчье сердце («бацIил ракI»).
Цер («Лиса»). Встретить лису в пути — к удаче. Лиса служила зооморфным классификатором: хитрого человека сравнивали с лисой.
ЦIум («Орёл»). Орла не убивали — «грех». Храброго юношу сравнивали с орлом («мугIрул цIум гIадинав вас» - «горному орлу подобный юноша»), а его зоркий взор сравнивали с орлиным взглядом («цIуду берал»). Лапу орла прикрепляли к фасаду жилища в качестве оберега от сглаза и злых духов. В этом же качестве лапу орла прибивали к центральному столбу в жилище.
Бисал («Туры») –  у аварцев почитаются как священные животные, охота на них не поощрялась. Ею можно было заниматься в случае крайней нужды, если не было других источников пропитания. В отношении чрезмерно увлекающихся охотой существовала поговорка: «БахIарлъукье хвел, херлъукье – харсинлъи» («Смерть в молодости, бедность в старости»). Считается, что туры – это скот Мудалаал («Мудалаазул боцIи»). Охотнику достается только та дичь, которую уже съели, а затем оживили Мудалаал. Они съедают мясо тура, затем кладут кости в шкуру и оживляют его.
ЦIe («козёл») – «До принятия ислама в с. Миарсо поклонялись белому как снег, без единого пятнышка козлу. В какой бы дом или сад он ни заходил, никто не смел тронуть его и пальцем, говоря: «Это наш бог». После смерти козла-бога выбирали другого козла».

## Праздники
- Оцбай («Запрягание быка», «Быкозапрягание») — праздник первой борозды.
- Игби — цезский праздник окончания зимы [17].